# 青山オペレッタ
『青山オペレッタ』（あおやまオペレッタ）は、株式会社サイバード、エイベックス・ピクチャーズ株式会社、株式会社ABCフロンティアの3社が共同実施する2次元のキャラクターと3次元の舞台を融合させたコンテンツ。
若い未婚男性だけの歌劇団「青山オペレッタ」を舞台にストーリーが展開される。

## 概要
メディアミックス第一弾では2次元キャラクターによるラジオ番組『ラジオぺ！こちら青山オペレッタ広報部』（ABCラジオ）や、公式YouTubeチャンネルでの「ビジュアルボイスドラマ」を配信。第二弾として3次元の舞台『青山オペレッタ THE STAGE』を開催した。
定期的な舞台公演、チームソング＆ドラマCDの発売、コミカライズ、カフェコラボなど様々な展開がなされている。

## 登場人物

### ノーヴァ
記念すべき「100期生」を迎えるにあたって、半世紀ぶりに新設された新チーム。オーディションに合格したばかりの研究生がすぐにチームに配属されること自体が異例で、かなり実験的な試みとなっている。
宮嶋 あさひ（みやじま あさひ）
声 / 演 - 長江崚行
年齢：18歳 、出身：福島県、身長：170cm、誕生日：7月9日、特技：歌（ソプラノ）、体重：54kg
主人公。元は演技などの経験が全く無い素人。
斎 鷹雄（さい たかお）
声 / 演 - 中山優貴
年齢：23歳、出身：神奈川県、身長：183cm、 誕生日：2月2日、特技：ダンス（バレエ）、 体重：63kg
櫻井 ノエ（さくらい のえ）
声 / 演 - 大隅勇太
年齢：25歳 、出身：パリ、身長：179cm、誕生日：10月18日、特技：歌（テノール）、体重：59kg
長衛 輝夜（ながえ かぐや）
声 / 演 - 矢部昌暉
年齢：16歳、出身：千葉県、身長：174cm、誕生日：5月26日、特技：演技、体重：55kg
矢地 桐久（やち きりひさ）
声 / 演 - 大平峻也
年齢：19歳、出身：東京都、身長：165cm、誕生日：12月20日、特技：踊り・殺陣、体重：50kg

加賀見 祥太（かがみ しょうた）
声 / 演 - 友常勇気
年齢：30歳、出身：福岡県、身長：184cm、誕生日：3月28日 、特技：オールラウンダー、体重：78kg

### ピエナ
青山オペレッタの前身である「夢咲少年音楽隊」が、本拠地を銀座から青山へ移した際に「青山オペレッタ」と改名すると同時、設立された最も歴史あるチーム。ピエナのトップスタアは全チームの中でもトップと言われる。歌、演技、ダンス、すべてにおいてバランスがいいのが特徴。
美園 爽人（びえん あきと）
声 / 演 - 丘山晴己 → 佐藤たかみち
年齢：27歳 、出身：愛知県、身長：180cm、誕生日：11月4日、 特技：ダンス、体重：68kg
聖 波留（ひじり はる）
声 / 演 - 輝山立
年齢：24歳、出身：東京都、身長：168cm、 誕生日：1月13日、特技：演技、クラシックバレエ ：体重：52kg
横澤 寿泉（よこざわ じゅせん）
声 / 演 - 武子直輝 → 平賀勇成
年齢：26歳、出身：島根県、身長：178cm、誕生日：4月21日、特技：勉強、体重：63kg
夏目 澪（なつめ みお）
声 / 演 - 設楽銀河
年齢：20歳、出身：山口県、身長：172cm、誕生日：3月5日、特技：歌・激辛料理・韓国語、体重：55kg

### ファルチェ
1970年、高度経済成長の後期に50周年を記念して設立されたチーム。アクティブでエネルギッシュな舞台が特色で、主にダンスを得意とするメンバーが多く、迫力のある舞台は熱狂的な支持を得ている。
正留 宗一郎（まさとめ そういちろう）
声 / 演 - フクシノブキ
年齢：28歳 、出身：群馬県、身長：179cm、誕生日：7月31日、特技：ダンス、アクション、体重：69kg
北岡 尚純（きたおか なおずみ）
声 / 演 -  岸洋佑
年齢：26歳、出身：岡山県、身長：182cm、 誕生日：8月24日、 特技：柔道、筋トレ、 体重：72kg
八田 紀代彦（はった きよひこ）
声 / 演 - 堀海登
年齢：26歳 、出身：岡山県、身長：180cm、誕生日：9月29日、特技：柔術、アクション、体重：67kg
真鳥 夕（まとり ゆう）
声 / 演 - 岩崎悠雅
年齢：23歳、出身：鹿児島県、身長：171cm、誕生日：5月12日、特技：ダンス、剣戟、体重：52kg
鈴口 剛健（すずぐち ごうけん）
声 / 演 - 宮崎湧 → 田口司
年齢：21歳、出身：北海道、身長：166cm、誕生日：11月21日 、特技：歌、イラスト、体重：49kg
女子力が高い人物。作中では「スズ」と呼ばれるが、下の名前で呼ばれるのが嫌い。

### メッザ
関東大震災により壊滅的な被害を受けてから2年後の1925年、劇場が新設されると同時に設立されたチーム。代々ベネラがトップスタアになっているのが特色で、女性的で明るく繊細な舞台に定評があり、高い演技力を誇るメンバーが多い。2番目に設立されたチーム。
南雲 朝斗（なぐも あさと）
声 / 演 - 北川尚弥 → 橋本真一
年齢：28歳、出身：岩手県、身長：175cm、誕生日：9月12日、特技：演技、体重：56kg
椿 理玖（つばき りく）
声 / 演 - 佐藤祐吾
年齢：28歳、出身：大分県、身長：176cm、
誕生日：2月17日、特技：歌、体重：62kg
寺嶌 渉（てらしま わたる）
声 / 演 - 田淵累生
年齢：31歳、出身：静岡県、身長：181cm、
誕生日：12月4日、特技：サポート・ダンス、体重：69kg
日々野 天音（ひびの あまね）
声 / 演 - 石橋弘毅
年齢：20歳、出身：秋田県、身長：167cm、
誕生日：10月10日、特技：演技、体重：48kg

### 研究生
99期生
千木 清雅（ちぎ せいが）
声 / 演 - 木村良平
年齢：19歳 、出身：徳島県、身長：173cm、誕生日：6月19日、体重：54kg

千木 琉雅（ちぎ りゅうが）
声 / 演 - 石川界人
年齢：19歳、出身：徳島県、身長：175cm、 誕生日：6月19日、 体重：58kg
八代 朱里（やしろ しゅり）
声 / 演 - 古川慎
年齢：23歳、出身：長野県、身長：182cm、誕生日：8月17日、体重：68kg
住ノ江 政虎（すみのえ まさとら）
声 / 演 - 諏訪部順一
年齢：22歳、出身：大阪府、身長：177cm、誕生日：4月16日、体重：66kg
真里谷 忍（まりや しのぶ）
声 / 演 - 増田俊樹
年齢：20歳、出身：奈良県、身長：173cm、誕生日：9月20日、体重：54kg

### 劇団関係者
夢咲 辰樹（ゆめさき たつき）
声 - 下野紘
年齢：29歳 、出身：東京都、身長：181cm、誕生日：8月8日、特技：仕事全般、体重：66kg
槙 晋作（まき しんさく）
声 / 演 - 利根健太朗
年齢：38歳、出身：石川県、身長：172cm、誕生日：4月17日、特技：演出、 体重：61kg
相良 明之介（さがら めいのすけ）
声 / 演 - 杉江大志
年齢：30歳、出身：青森県、身長：177cm、誕生日：6月29日、特技：ダンス、バレエ、体重：63kg
八木尾 卓也（やぎお たくや）
声 / 演 - 小林竜之
年齢：35歳、出身：茨城県、身長：176cm、誕生日：6月11日、特技：演出、体重：60kg

### 各劇団員の入団時期
| 100期生 | 宮島あさひ、斎鷹雄、櫻井ノエ、長衛輝夜、矢地桐久   |
| 99期生  | 千木清雅、千木琉雅、八代朱里、住ノ江政虎、真里谷忍 |
| 98期生  | 夏目澪、日比野天音                                 |
| 97期生  | 鈴口剛健                                           |
| 96期生  |                                                    |
| 95期生  | 横澤寿泉、真鳥夕                                   |
| 94期生  |                                                    |
| 93期生  | 椿理玖                                             |
| 92期生  | 北岡尚純、八田紀代彦                               |
| 91期生  | 美園爽人、聖波留                                   |
| 90期生  | 南雲朝斗、正留宗一郎                               |
| 89期生  | 寺嶌渉                                             |
| 88期生  | 加賀見祥太、相良明之介                             |

## 原作スタッフ
企画・原案 - サイバード
キャラクターデザイン - 滝田ちひろ
ディレクター・シナリオ：伊東 愛

## メディアミックス

### ラジオ

#### ABCラジオ「ラジオペ！～こちら青山オペレッタ広報部～」(2020年10月3日 -）
出演者：長江崚行、中山優貴、大隅勇太、矢部昌暉、大平峻也、友常勇気 他
放送日時：毎月最終日曜深夜1:00 - 2:00
アーカイブ：ABCラジオ放送後から『青山オペレッタ』公式YouTubeチャンネルにて配信

### 舞台
ドラマパート、劇中劇、レビューの三部構成。レビューではサイリウムや推しうちわ等の応援グッズが使用可能となる。

#### 公演リスト
青山オペレッタ THE STAGE～ノーヴァ・ステラ／新しい星～
第1弾公演。
日程・会場：2021年4月22日 - 25日 渋谷区文化総合センター大和田4階 さくらホール
青山オペレッタ THE STAGE～ルーナ・ピエナ／満ちる月～
第2弾公演。
日程・会場：2021年10月9日 - 12日 渋谷区文化総合センター大和田4階 さくらホール
青山オペレッタ THE STAGE～ファルチェ・インヴェルソ／逆さの三日月～
第3弾公演。
日程・会場：2022年5月4日 - 8日 渋谷区文化総合センター大和田4階 さくらホール
青山オペレッタ THE STAGE 2周年記念公演開催スペシャル・レヴューショー！
第4弾公演。
日程・会場：2022年10月28日 - 31日 シアター1010
青山オペレッタ THE STAGE〜ストーリア・パラッレーラ・ウノ〜
第5弾公演。
日程・会場：2023年10月4日 - 8日 シアター1010
青山オペレッタ THE STAGE〜メッザ・ルーナ／光と影〜
第6弾公演。
日程・会場：2024年3月28日 - 31日 シアター1010
青山オペレッタ THE STAGE〜ピエナ・クラシコ / 始まりの刻〜
第7弾公演。
日程・会場：2024年11月21日 - 27日 新宿村LIVE

#### スタッフ（舞台）
- 企画・原案 - サイバード
- キャラクターデザイン - 滝田ちひろ（第1弾 - 第7弾）、Tana Khaki（第6弾 - 第7弾）
- 脚本 - 伊勢直弘（第1弾 - 第4弾、第7弾2幕）、伊東愛（第5弾）、村井雄(第3弾、第5弾劇脚本、第6弾 - 第7弾2幕)
- 演出 - 村井雄（第1弾 - 第6弾）、浅野泰徳（第7弾）
- 脚色 - 村井雄（第5弾）、浅野泰徳（第7弾）
- シナリオ原案 - 伊東愛
- 製作・著作 - 青山オペレッタTHE STAGE製作委員会（第1弾 - 第6弾）、ABCフロンティア（第7弾）

### コミカライズ

#### 「青山オペレッタへようこそ！」
ビジュアルボイスドラマ第一話「青山オペレッタへようこそ！」が、藤村ゆか子により漫画化。青山オペレッタ公式Twitterにて公開された。
スタッフ（コミカライズ）
漫画：藤村ゆか子
キャラクター原案：滝田ちひろ
シナリオ原案：伊東 愛
原作：青山オペレッタ製作委員会

#### 「青山オペレッタ＜ノーヴァ編＞」
ビジュアルボイスドラマとしても公開している『青山オペレッタ』の第一部を片桐美亜により＜前編＞＜後編＞にわたって漫画化。小学館が配信する「ベツフラ」にて掲載された。
＜前編＞2021年9月22日配信「ベツフラ17号」
＜後編＞2021年11月10日配信「ベツフラ20号」
スタッフ（コミカライズ）
漫画：片桐美亜
キャラクター原案：滝田ちひろ
シナリオ原案：伊東 愛
原作：青山オペレッタ製作委員会

#### 「青山オペレッタ＜ピエナ編＞」
舞台第二弾の『青山オペレッタ THE STAGE ～ルーナ・ピエナ／満ちる月～』を＜ピエナ編＞として、片桐美亜により3話にわたって漫画化。株式会社小学館が配信する「ベツフラ」にて掲載された。
＜1話＞2022年2月9日配信「ベツフラ2号」
＜2話＞2022年3月9日配信「ベツフラ4号」
＜3話＞2022年4月13日配信「ベツフラ6号」
スタッフ（コミカライズ）
漫画：片桐美亜
キャラクター原案：滝田ちひろ
シナリオ原案：伊東 愛
原作：青山オペレッタ製作委員会

### ゲーム
プロジェクト名と同じ『青山オペレッタ』のタイトルで、App Store、Google Playおよびアニメイトゲームスにて、2024年4月30日から2025年1月15日にかけて「青春歌劇団育成ゲーム」として配信された。